# Łęka (województwo mazowieckie)
Łęka – wieś sołecka w Polsce położona w województwie mazowieckim, w powiecie mińskim, w gminie Stanisławów.
| SIMC    | Nazwa        | Rodzaj    |
| ------- | ------------ | --------- |
| 0689993 | Strychowizna | część wsi |

Wieś szlachecka Lęnka położona była w 1580 roku w powiecie warszawskim ziemi warszawskiej województwa mazowieckiego. W latach 1975–1998 miejscowość administracyjnie należała do województwa siedleckiego.
Wierni Kościoła rzymskokatolickiego należą do parafii św. Katarzyny w Pustelniku.